# Joshua Kelley
Joshua Tyler Kelley (Inglewood, 20 novembre 1997) è un giocatore di football americano statunitense che milita nel ruolo di running back per i Los Angeles Chargers della National Football League (NFL).

## Carriera

### Los Angeles Chargers
Kelley al college giocò a football alla Università della California, Davis (2015-2016) e a UCLA (2017-2019). Fu scelto nel corso del quarto giro (112º assoluto) del Draft NFL 2020 dai Los Angeles Chargers. Debuttò come professionista nella gara del primo turno contro i Cincinnati Bengals correndo 60 yard su 12 tentativi e segnando il suo primo touchdown su corsa. La sua stagione da rookie si chiuse con 354 yard corse e 2 touchdown in 14 presenze.